# Il ciarlone
Il ciarlone és una òpera en tres actes composta per Giuseppe Avossa sobre un llibret italià d'Antonio Palomba. S'estrenà aNàpols el carnestoltes de 1763.
A Catalunya s'estrenà el 1765 al Teatre de la Santa Creu de Barcelona. Aquesta òpera, l'única que aconseguí una certa anomenada, s'havia titulat La pupilla quan es va estrenar. Dos anys després, tant a Venècia com a Barcelona, ja portava el nom d'Il ciarlone.